# Leo Haas
Pour les articles homonymes, voir Haas.
Leo Haas (né le 15 avril 1901 à Troppau, en Autriche-Hongrie ; mort le 13 août 1983 à Berlin-Est) est un illustrateur allemand.

## Biographie
Leo Haas étudie de 1919 à 1922 à l'Académie des beaux-arts de Carlsruhe, puis à Berlin avec Emil Orlik et Willy Jaeckel. À partir de 1926 il travaille comme illustrateur et dessinateur de presse en Tchécoslovaquie. 
En 1937, Leo Haas, qui vient d'une famille juive, est emprisonné et envoyé aux travaux forcés à Ostrava. En 1942, il est envoyé au camp de concentration de Theresienstadt, où il produit plus de 400 dessins, qu'il a pu cacher et récupérer après sa libération. En 1945, Haas effectue à Auschwitz et au camp de concentration de Sachsenhausen des travaux forcés pour des commandes de contrefaçon ; il y rencontre entre autres Adolf Burger, qui y fabrique sous la contrainte de fausses livres sterling pour le compte des nazis.
À partir de 1955, il vit à Berlin-Est, où il travaille comme illustrateur pour les journaux, notamment pour Neues Deutschland et le magazine Eulenspiegel. Dans ce dernier journal, il contribue à un total de 1185 dessins, depuis le premier numéro en 1954 jusqu'en 1982,.